# Hisako Yamane
Pour les articles homonymes, voir Yamane.
Hisako Yamane (山根寿子, Yamane Hisako), née le 11 avril 1921 et morte le 15 septembre 1990, est une actrice japonaise.

## Biographie
Hisako Yamane entre à la P.C.L. en 1936 et apparaît pour la première fois à l'écran dans Haha nareba koso (1936) réalisé par Sotoji Kimura.
Hisako Yamane a tourné dans près de 150 films entre 1936 et 1959.

## Filmographie partielle

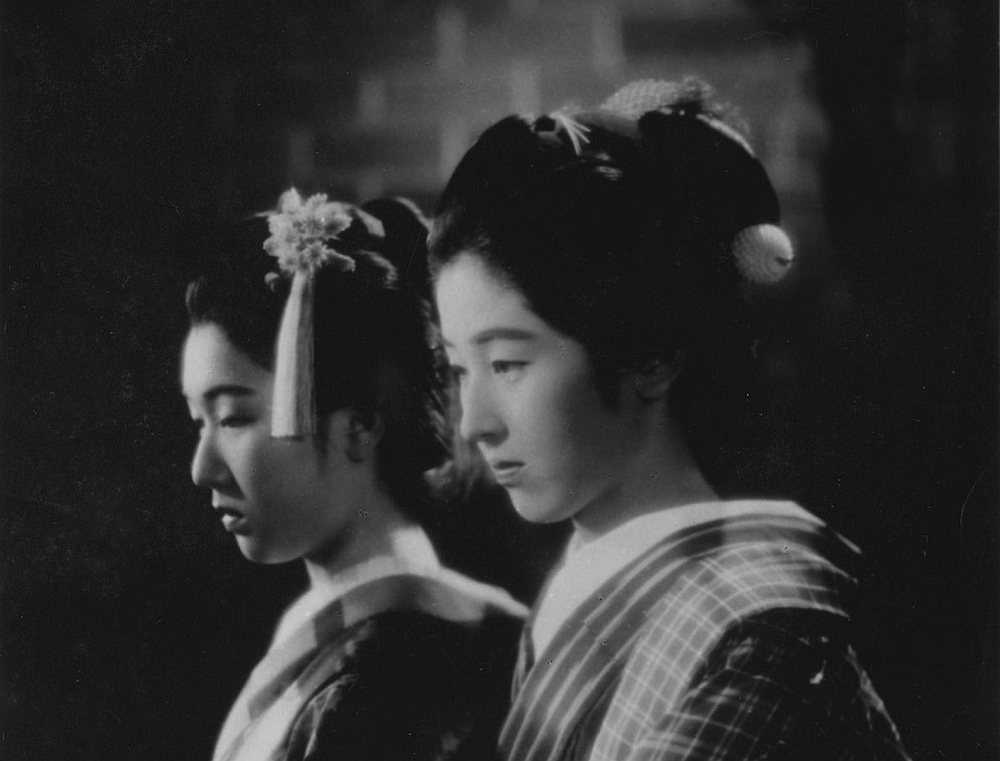
Hisako Yamane et Ranko Hanai dans La Chanson d'autrefois (1939).

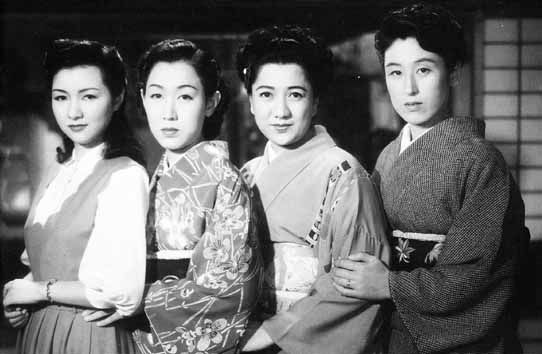
Hideko Takamine, Hisako Yamane, Yukiko Todoroki et Ranko Hanai dans Quatre sœurs (1950).

### Années 1930
- 1936 : Haha nareba koso (母なればこそ?) de Sotoji Kimura
- 1937 : Aikoku rokunin musume (愛国六人娘?) de Minoru Matsui
- 1937 : Tasogare no mizuumi (たそがれの湖?) d'Osamu Fushimizu
- 1938 : Tetsuwan toshi (鉄腕都市?) de Kunio Watanabe
- 1939 : Roppa no Ōkubo Hikozaemon (ロッパの大久保彦左衛門?) de Torajirō Saitō
- 1939 : La Chanson d'autrefois (むかしの歌, Mukashi no uta?) de Tamizō Ishida
- 1939 : L'École militaire de Numazu (沼津兵学校, Numazu heigakkō?) de Tadashi Imai
- 1939 : Les 47 rōnin I (忠臣蔵 前篇, Chūshingura: Zenpen?) d'Eisuke Takizawa
- 1939 : Les 47 rōnin II (忠臣蔵 後篇, Chūshingura: Kōhen?) de Kajirō Yamamoto
- 1939 : Echigo jishi matsuri (越後獅子祭?) de Kunio Watanabe
- 1939 : Byakuran no uta (白蘭の歌?) de Kunio Watanabe

### Années 1940
- 1940 : La Princesse serpent I (蛇姫様, Hebihime-sama?) de Teinosuke Kinugasa
- 1940 : Torazō no Aragamiyama (虎造の荒神山?) de Nobuo Aoyagi
- 1940 : Hamonika kozō (ハモニカ小僧?) de Torajirō Saitō
- 1940 : Kūnyan no gaika (姑娘の凱歌?) de Motoyoshi Oda
- 1940 : Musume jidai (娘時代?) de Nobuo Aoyagi
- 1940 : Acteurs ambulants (旅役者, Tabi yakusha?) de Mikio Naruse
- 1940 : Oyako kujira (親子鯨?) de Torajirō Saitō
- 1941 : Shima wa yūyake (島は夕やけ?) de Motoyoshi Oda
- 1941 : Enoken no kinta uridasu (エノケンの金太売出す?) de Nobuo Aoyagi
- 1941 : Orizuru shichi henge: Zenpen (をり鶴七変化 前篇?) de Tamizō Ishida
- 1941 : Orizuru shichi henge: Kōhen (をり鶴七変化 後篇?) de Tamizō Ishida
- 1941 : Ungetsu no imōto no uta (雲月の妹の歌?) de Tamizō Ishida
- 1941 : Si l'on chante c'est le paradis (歌へば天国, Utaeba tengoku?) de Satsuo Yamamoto et Motoyoshi Oda
- 1941 : Les Poissons batailleurs (闘魚, Tōgyo?) de Yasujirō Shimazu
- 1941 : Comme la pluie sur un champ de bataille (巷に雨の降る如く, Chimata ni ame no furu gotoku?) de Kajirō Yamamoto
- 1941 : Wagaya wa tanoshi (我が家は楽し?) de Nobuo Aoyagi
- 1941 : Le Chemin de gloire d'un homme (男の花道, Otoko no hanamichi?) de Masahiro Makino
- 1942 : Seishun no kiryū (青春の気流?) d'Osamu Fushimizu
- 1942 : L'Homme qui attendait (待って居た男, Matte ita otoko?) de Masahiro Makino
- 1942 : Généalogie d'une femme I (婦系図, Onna keizu?) de Masahiro Makino
- 1942 : Umezato sensei gyōjōki: Ryūjin ken (梅里先生行状記 龍神剣?) d'Eisuke Takizawa
- 1942 : Généalogie d'une femme II (続婦系図, Zoku onna keizu?) de Masahiro Makino
- 1942 : Koharu kyōgen (小春狂言?) de Nobuo Aoyagi
- 1942 : Omokage no machi (おもかげの街?) de Ryō Hagiwara
- 1942 : Yamamatsuri bonten uta (山まつり梵天唄?) de Tamizō Ishida
- 1943 : Mademoiselle Hanako (ハナ子さん, Hanako-san?) de Masahiro Makino
- 1943 : Otoko (男?) de Kunio Watanabe
- 1943 : Rōkyoku Chūshingura (浪曲忠臣蔵?) de Tamizō Ishida
- 1944 : Idaten kaidō (韋駄天街道?) de Ryō Hagiwara
- 1944 : Quelle vie agréable ! (楽しき哉人生, Tanoshiki kana jinsei?) de Mikio Naruse
- 1944 : La Mer en colère (怒りの海, Ikari no umi?) de Tadashi Imai
- 1944 : Inochi no minato (命の港?) de Kunio Watanabe
- 1944 : Teki wa ikumanari totemo (敵は幾万ありとても?) de Torajirō Saitō
- 1944 : Yottsu no kekkon (四つの結婚?) de Nobuo Aoyagi
- 1945 : Tokkan ekichō (突貫駅長?) de Torajirō Saitō
- 1945 : Kita no san-nin (北の三人?) de Kiyoshi Saeki
- 1946 : Scène en cyprès (檜舞台, Hinoki butai?) de Shirō Toyoda
- 1946 : Les Descendants de Taro Urashima (浦島太郎の後裔, Urashima Tarō no kōei?) de Mikio Naruse
- 1946 : Kōun no nakama (幸運の仲間?) de Kiyoshi Saeki
- 1946 : Et toi et moi (俺もお前も, Ore mo omae mo?) de Mikio Naruse
- 1946 : Kiri no yobanashi (霧の夜ばなし?) de Ryō Hagiwara
- 1947 : Mille et une nuits avec la Toho (東宝千一夜, Tōhō sen'ichiya?) de Kon Ichikawa
- 1947 : Sakura ondo: Kyō wa odotte (さくら音頭 今日は踊って?) de Kunio Watanabe
- 1947 : Shinkon rīgusen (新婚リーグ戦?) de Tadao Ikeda
- 1947 : Bonbon (ぼんぼん?) de Kiyoshi Saeki
- 1948 : Oshidori gasa (おしどり笠?) de Kazuo Mori
- 1948 : Danshichi le cheval noir (黒馬の団七, Kuro uma no Danshichi?) de Hiroshi Inagaki
- 1948 : 365 Nuits I (三百六十五夜 東京篇, Sanbyakurokūjugo ya: Tōkyō-hen?) de Kon Ichikawa
- 1948 : 365 Nuits II (三百六十五夜 大阪篇, Sanbyakurokūjugo ya: Ōsaka-hen?) de Kon Ichikawa
- 1949 : Yume yo mō ichi do (夢よもういちど?) de Hiromasa Nomura
- 1949 : Nīzuma kaigi (新妻会議?) de Yasuki Chiba
- 1949 : Yu no machi ereji (湯の町悲歌?) de Hiromasa Nomura
- 1949 : Shin'ya no kokuhaku (深夜の告白?) de Nobuo Nakagawa
- 1949 : Le Fantôme de Yotsuya (新釈 四谷怪談 前篇, Shinshaku Yotsuya kaidan: Zenpen?) de Keisuke Kinoshita : Oume
- 1949 : Le Fantôme de Yotsuya II (新釈 四谷怪談 後篇, Shinshaku Yotsuya kaidan: Kōhen?) de Keisuke Kinoshita : Oume
- 1949 : Kage o shitaite (影を慕いて?) de Nobuo Nakagawa

### Années 1950
- 1950 : Tōkyō mushuku (東京無宿?) de Yasuki Chiba
- 1950 : Sanshiro de Ginza (銀座三四郎, Ginza Sanshirō?) de Kon Ichikawa
- 1950 : Tsuma to jokisha (妻と女記者?) de Yasuki Chiba
- 1950 : Quatre sœurs (細雪, Sasameyuki?) de Yutaka Abe
- 1950 : Sasaki Kojirō I (佐々木小次郎, Sasaki Kojirō?) de Hiroshi Inagaki
- 1951 : Kyūjō hiroba (宮城広場?) de Seiji Hisamatsu
- 1951 : Sasaki Kojirō II (続佐々木小次郎, Zoku Sasaki Kojirō?) de Hiroshi Inagaki
- 1951 : Heian guntō-den: Hakamadare yasusuke (平安群盗伝 袴だれ保輔?) d'Eisuke Takizawa
- 1951 : Sasaki Kojirō III (完結 佐々木小次郎 巌流島決闘, Kanketsu Sasaki Kojirō : Ganryūjima kettō?) de Hiroshi Inagaki
- 1951 : Sekidōsai (赤道祭?) de Kiyoshi Saeki
- 1951 : La Marche nuptiale (結婚行進曲, Kekkon kōshinkyoku?) de Kon Ichikawa
- 1952 : Umon torimonochō: Hikanoko ihen (右門捕物帖 緋鹿の子異変?) de Nobuo Nakagawa
- 1952 : Sekishun (惜春?) de Keigo Kimura
- 1952 : La Vie d'O'Haru femme galante (西鶴一代女, Saikaku ichidai onna?) de Kenji Mizoguchi : la femme du seigneur Matsudaira
- 1952 : Kin no tamago (金の卵?) de Yasuki Chiba
- 1952 : Yonjū-hachinin me no otoko (四十八人目の男?) de Kiyoshi Saeki
- 1952 : Furisode kyōjo (振袖狂女?) de Kimiyoshi Yasuda
- 1952 : Les Bateaux et la vie élégante (風雲千両船, Fūun senryōsen?) de Hiroshi Inagaki
- 1953 : Fukeyo harukaze (吹けよ春風?) de Senkichi Taniguchi
- 1953 : Aijō ni tsuite (愛情について?) de Yasuki Chiba
- 1953 : Shinsho taikōki: Kyūshū Okehazama (新書太閤記 急襲桶狭間?) de Sadatsugu Matsuda
- 1953 : Waseda daigaku (早稲田大学?) de Kiyoshi Saeki
- 1953 : Onifuse kaidō (鬼伏せ街道?) de Sadatsugu Matsuda
- 1954 : Hana to ryū - daiichibu: Dōkai wan no ranto (花と竜 第一部 洞海湾の乱斗?) de Kiyoshi Saeki
- 1954 : Hana to ryū - dainibu: Aizō ruten (花と竜 第二部 愛憎流転?) de Kiyoshi Saeki
- 1954 : Kenkyō Edo murasaki (剣侠江戸紫?) de Kyōtarō Namiki
- 1954 : Kaze tachinu (風立ちぬ?) de Kōji Shima
- 1954 : Shirazu no Yatarō (知らずの弥太郎?) de Kazuo Mori
- 1954 : Kagebōshi ichiban tegara: Yōi Chūshingura (影法師一番手柄 妖異忠臣蔵?) de Sadatsugu Matsuda
- 1954 : Midori no nakama (緑の仲間?) de Kazuo Mori
- 1954 : Kenka garasu (喧嘩鴉?) de Manao Horiuchi
- 1955 : Minan o koshō: Hitokiri hikosei (美男お小姓 人斬り彦斎?) de Kiyoshi Saeki
- 1955 : La lune s'est levée (月は昇りぬ, Tsuki wa noborinu?) de Kinuyo Tanaka : Chizuru Asai
- 1955 : Histoire de fantômes de la jeunesse (青春怪談, Seishun kaidan?) de Kon Ichikawa
- 1955 : Asakusa no oni (浅草の鬼?) de Shūe Matsubayashi
- 1955 : Fūun Sanjōgawara (風雲三條河原?) de Kyōtarō Namiki
- 1956 : Le Prix des larmes, l'histoire de Nayoriiwa (名寄岩 涙の敢闘賞, Nayoroiwa: Namida no kantōshō?) d'Isamu Kosugi
- 1956 : Ai wa furu hoshi no kanata ni (愛は降る星のかなたに?) de Buichi Saitō
- 1956 : La Voiture d'enfant (乳母車, Ubaguruma?) de Tomotaka Tasaka
- 1956 : Chitei no uta (地底の歌?) de Haruyasu Noguchi
- 1957 : Hangyakusha (反逆者?) de Takumi Furukawa
- 1957 : La Vie d'aujourd'hui (今日のいのち, Kyō no inochi?) de Tomotaka Tasaka
- 1957 : Qui est le véritable assassin ? (殺したのは誰だ, Koroshita no wa dare da?) de Kō Nakahira
- 1957 : Fleur femelle (雌花, Mebana?) de Yutaka Abe
- 1958 : Fūfu hyakkei (夫婦百景?) d'Umetsugu Inoue
- 1958 : Une ruelle sous le soleil (陽のあたる坂道, Hi no ataru sakamichi?) de Tomotaka Tasaka
- 1958 : Le Canal (運河, Unga?) de Yutaka Abe
- 1958 : Zesshō (絶唱?) d'Eisuke Takizawa
- 1958 : Zoku fūfu hyakkei (続夫婦百景?) d'Umetsugu Inoue
- 1959 : Le Cours du jeune fleuve (若い川の流れ, Wakai kawa no nagare?) de Tomotaka Tasaka
- 1959 : Wakai keisha (若い傾斜?) de Katsumi Nishikawa
- 1959 : Kaze no aru michi (風のある道?) de Katsumi Nishikawa